# Gregersen Guilbrand

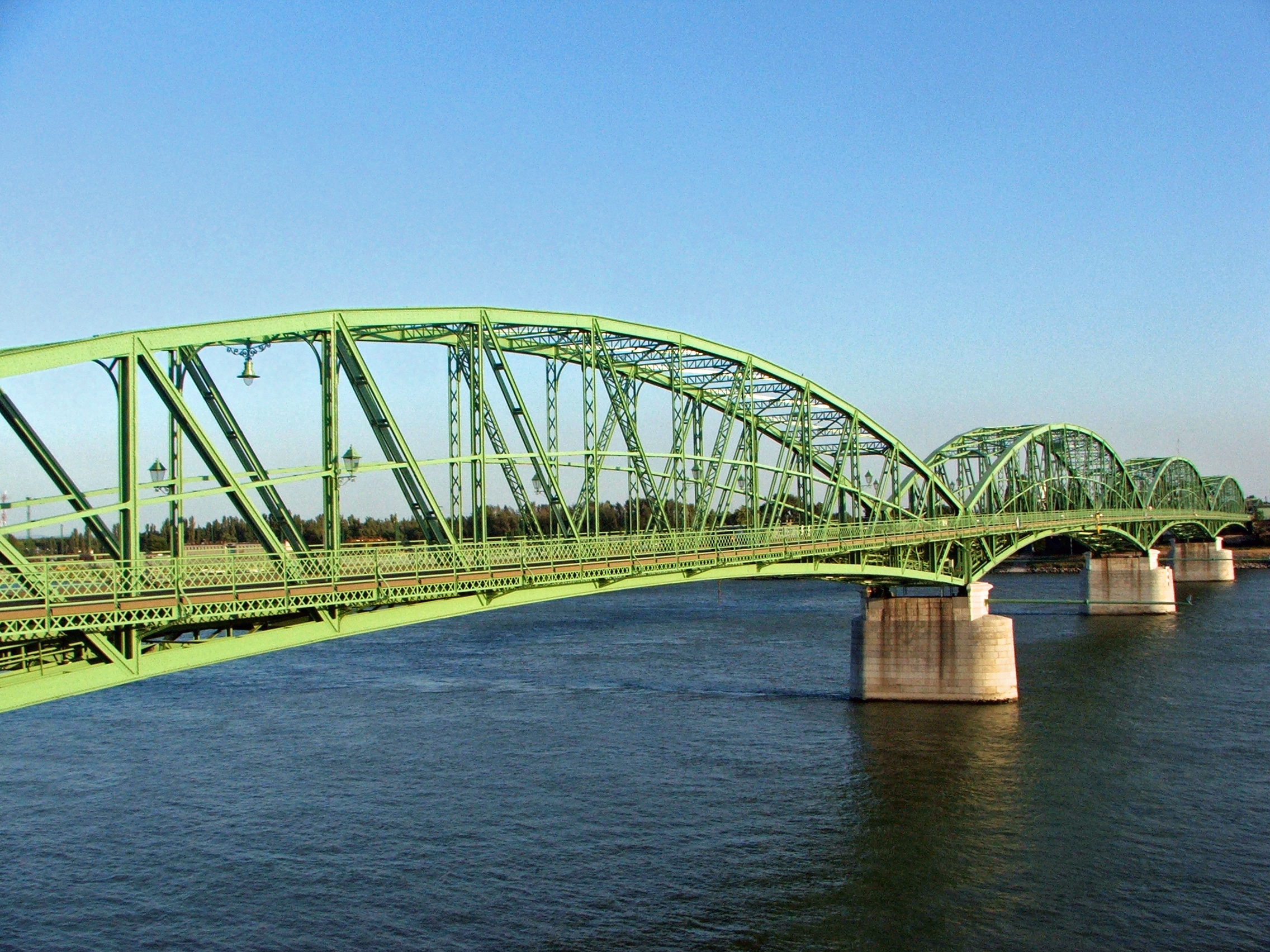
A komáromi Erzsébet híd

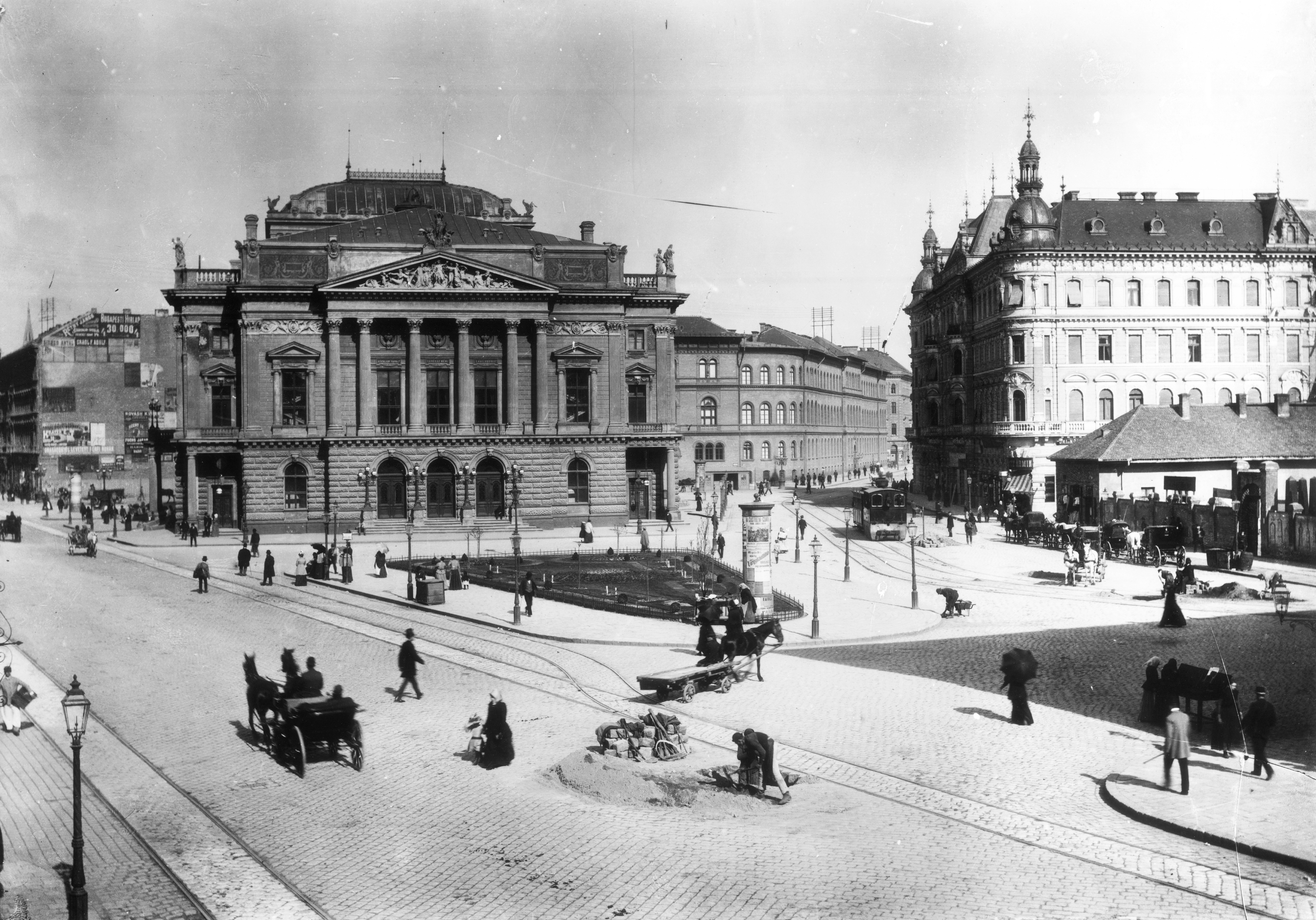
A Nemzeti Színház

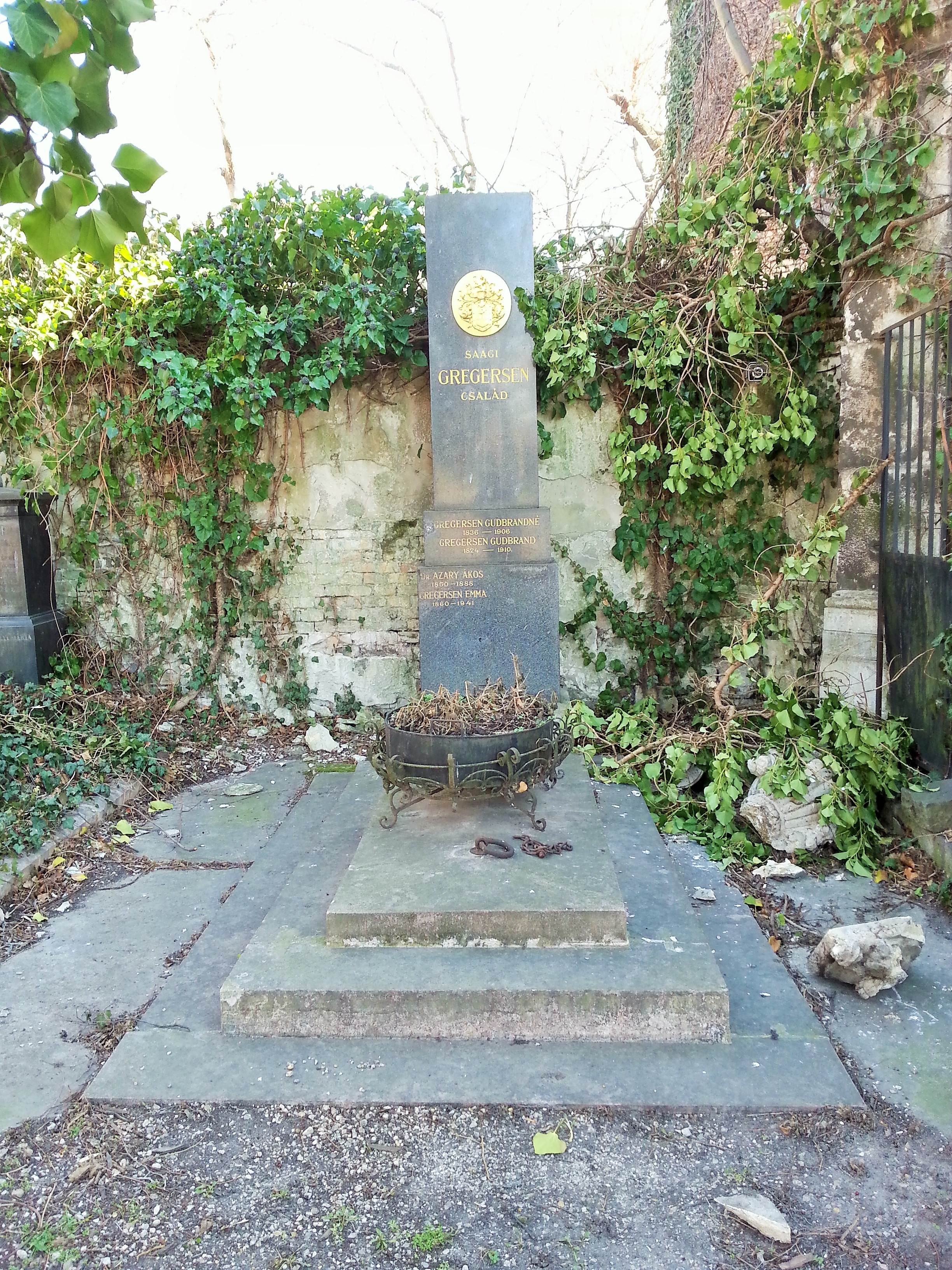
Sírja a Fiumei úti sírkertben (Jobb oldali falsírboltok, J-455)

Saági Gregersen Guilbrand (Strand, Norvégia, 1824. április 17. – Budapest, 1910. december 24.) norvég származású magyar híd- és vasútépítő, ács, épületasztalos, építési vállalkozó. Külföldön Gregersen Gudbrand néven ismert, a IX. kerületi emléktáblán is ebben a formában olvasható a neve.

## Munkássága
Miután kitanulta az ácsmesterséget, európai tanulmányútra indult, érintve Lipcsét, Drezdát, Prágát, majd Bécsben ellopták személyes holmijait, így került végül Magyarországra. 1847-ben érkezett Pest-Budára, ahol a vasútépítkezésbe kapcsolódott be. Nem sokkal később önálló feladatot kapott: ő építhette meg a Vág völgyében a vasúti hidat. Az 1848-as forradalom nagy hatással volt rá, így önkéntesnek jelentkezett a IV. mérnökcsapatba, ahol utásztisztként szolgált. Paksnál harminchat óra alatt épített fel egy pontonhidat, ami rekordnak számított.
A szabadságharc leverése után Itáliába menekült, innen 1851-ben tért vissza. 1888-ban bejegyeztette saját cégét (Gregersen G. és Fiai Építő Vállalat), amely egy 1865 óta működő cégen alapult. Híd- és vasútépítéssel foglalkoztak, Magyarországon számtalan vasútvonal, pályaudvar és vasúti híd megépítése fűződik a nevükhöz, pl. az 1861-ben megnyílt Buda–Nagykanizsa vasútvonal, a budai indóház vagy nagykanizsai és székesfehérvári vasútállomás fogadócsarnokai. Ő építette a komáromi Erzsébet hidat. Az 1857-ben átadott szolnoki vasúti hidat, Magyarország leghosszabb vasúti fahídját is az ő cége készítette. Ezt 1889-ben acélszerkezetűre cserélték le, ezt az átépítést szintén a Gregersen-építővállalat végezte. Emellett ácsmunkákkal is foglalkozott, az 1875-ben elkészült Nemzeti Színház asztalos- és ácsmunkáit is az ő irányításával végezték, akárcsak az Országház és a Szépművészeti Múzeum hasonló munkáit. Az 1879-es szegedi nagy árvíz után cége is részt vett a város újjáépítésében. Az ott végzett munkájáért nemesi címet kapott, valamint a Ferenc József-rend kitüntetettje lett.

## Magánélete
Felesége Sümegh Aloyzia volt, 20 gyerekük született. (Más forrás szerint 19 gyermekük született, akik közül tizenketten érték meg a felnőttkort.) Nemcsak idehaza, de hazájában is tevékenykedett, ő a szellemi atyja a norvég műszaki felsőoktatás tervének, melyhez pénzt is adományozott. Sokat tett a két ország közötti kapcsolat kialakításáért, a Gregersen-palotában működött sokáig a norvég konzulátus, melyet legkisebb fia vezetett. A család Szobon élt.

### Gyermekei
Húsz gyermekük közül 12 érte meg a felnőttkort:
- György (Szob, 1854 – Budapest, 1905. február 8.) - Sírhelye: Fiumei úti temető, Budapest
- Hugó (Szob, 1855 – Bp., 1917. október 12.). - Sírhelye: Fiumei úti temető, Budapest. Felesége: Leytgeb Paula (Pest, 1863 – Budapest, 1945. április 10.).

Gyermekeik: 
- - Ragnhild Josephine (Bp., 1888 – Málta, 1977). Férje: David Callender Campbell (Kudapah, India, 1891 – Ballymoney, Ulster, Irland, 1963);
  - Hugó József (Bp., 1889. július 16. – Bp. 1975. november)
  - Mario Ragnvald (Fiume, 1893[9] – Bp., 1960 k., 66 évesen). Felesége: Kátai Gizella (Szül.: Bp., 1904. szeptember 12.)
- Anna Luise (Szob, 1856 – Szob, 1856. április 19.) (Születése után nem sokkal elhunyt.)
- Nils (Szob, 1857. augusztus 21. – Szob, 1951. március 23.). Sírja: Szob. Felesége: Hampel Luiza (Pest, 1862 – Bp., 1895. február 20.).

Gyermekeik: 
- - Astrid Margit (Bp. 1887 – Bp., 1896). Férje: Berkó Antal (1879–1938)[10]
  - Helga (Bp., 1894 – Bp., 1983). Férje: Mikolay József (1891–1971).[11]
- Anna (Szob, 1858. október 13. – Pest, 1866. december 18.) (Élt kb. 8 évet.)
- Emma Louise Mathilda Christiana (Szob, 1860. március 10. – Bp., 1941. április 30.). - Sírhelye: Fiumei úti temető, Budapest. Férje: Azary Ákos, ozorai (Verbiás, 1850. április 27. – Szob, 1888. július 20.).

Gyermekük: 
- - Luiza (Bp., 1885. március 9. – Bp., 1978. február 11.). Férje: Mailáth László (Megh. Bp., 1952. február 11.)[12]
- Ödön Audun (Szob, 1861. július 19. - Prága, 1903. április 29.) - Sírhelye: Fiumei úti temető, Budapest
- Margaretha Andrea (Margit) (Szob, 1863. április 21. – Bp., 1941. január 22.) - Sírhelye: Fiumei úti temető, Budapest. Férje: Marek Károly (Szül.: Palást, 1855. október 15. –  Bp., 1924. február 25.).[13]

Gyermekeik: 
- - Andrea (Szob, 1896 – Bossiere, Belgium, 1976). Férje: Palásthy Ferenc (Bácskatopolya, 1890. december 1. – Bp., 1974 - 83 évesen);
  - Margit (Szül.: Ipolyság, 1898. március 21.). Férje (húga, Lujza halála után két évvel ment nőül hozzá): Marek László (Feketegyarmat, 1897. január 12. – 1979. január 9.)[14]
  - Anna (Ipolyság, 1899 – Bp., 1976). Férje: Abrudbányay Zoltán (Szabád, 1889 – Bp., 1945).;
  - Lujza (Kb. 1900. – Bp. 1934. október 7.). Férje: Marek László (Feketegyarmat, 1897. január 12. – 1979. január 9.).
- Hermine Gunda (Szob, 1864. június 29. – Bp., 1934. július 31.). - Sírhelye: Fiumei úti temető, Budapest. Férje: Kóderle Emil (1855 – Bp. 1932. március 5.).[15]

Gyermekük:
- - Ödön (Pozsony, 1891. augusztus 9. – Bp., 1943. október 2.).
- Olga (Szob, 1865. október 23. – Szob, 1865. október 26.) (Három napot élt.)
- András (Szob, 1865 – Bp. 1874. március 2.) (14/15 éves korában hunyt el.) - Sírhelye: Fiumei úti temető, Budapest.
- Anna (Pest, 1866. december 12. – Szob, 1959. szeptember 17.)
- Gulbrand (Szob, 1868. június 17. – Szob, 1868. június 17. (Születése napján elhunyt.)
- Ilka Luiza (Pest, 1869. augusztus 8. – Pest, 1869. december 24.) (Élt négy hónapot.)
- Béla Gulbrand (Szob, 1870. október 1. – 1874. február 16.) (Élt 3,5 évet.)
- Endre (Bp., 1873. március 14. – Bp., 1874. március 2.) (Élt 1 évet.)
- Sarolta Karolina (Bp. 1875. február 4. – Bp., 1942.). Férje: Wagner István (Meghalt: 1945, Budapest).[16]

Gyermekeik: 
- - György (Szül.: Nagykároly, 1903. november 29.),
  - István (Szül.: Nagykároly, kb. 1903. – Bp., 1935 előtt, kb. 30 évesen)
- Béla (Szob, 1875. február 4. – Bp., 1957. december 5.). Felesége: Koós Margit (Szül.: 1887)
- Endre Magnus (Szob, 1877. szeptember 30. – Bp., 1942. december 20.) - Sírhelye: Fiumei úti temető, Budapest.
- Ilona (Szob, 1878. november 27. – Szob, 1965. november 28.) - Sírhelye: Szob, 1965. nov. 30. Férje: Verebély Jenő, dr. (Bp., 1879 – Bp., 1948. január 10.)[17]

Gyermekük: 
- - Eleonóra (Bp., 1909. szeptember 13. – Bp., 1945. november 9.). Férje: Balásfalvi Kiss Emil, dr. [diplomata] (Megh.: Bécs, 1966. január 6.)

## Kitüntetései, elismerései
- Ferenc József-rend
- A Norvég Királyi Szent Olav-rend

## Emlékezete
Emlékét őrzi a budapesti Nemzeti Színházhoz vezető egyik sétány neve.